# Markus Larsson
Markus Larsson (Kil, 9. siječnja 1979.) umirovljeni je švedski alpski skijaš.
Markus je bio izraziti tehničar. Svoju prvu utrku u Svjetskom kupu odvezao je u studenom 1999., a svoje prve bodove osvojio je godinu dana poslije u američkom Park Cityju. Bolje rezultate ostvario je u slalomu, u kojem je imao i svoje jedine dvije pobjede. Prvu je proslavio na domaćem terenu, 18. ožujka 2006., u Åreu. Na tom je skijalištu osvojio i svoje prvo od dva odličja sa Svjetskih prvenstava. Bio je srebrni u natjecanju nacija (2007.) Bio je i brončani u istom natjecanju osam godina kasnije.

## Pobjede u Svjetskom kupu
| Datum              | Mjesto održavanja | Disciplina |
| ------------------ | ----------------- | ---------- |
| 18. ožujka 2006.   | Åre               | Slalom     |
| 18. prosinca 2006. | Alta Badia        | Slalom     |

## Vanjske poveznice
- SOK - Markus Larsson  Arhivirana inačica izvorne stranice od 27. rujna 2007. (Wayback Machine)